# 中山五月台
中山五月台（なかやまさつきだい）は兵庫県宝塚市の地名。一丁目から七丁目までが存在する。郵便番号は、665-0871。

## 概要
中山五月台は中山台ニュータウンの一部である。

## 世帯数と人口
2022年（令和4年）10月1日現在の世帯数と人口は以下の通りである。
| 町丁             | 世帯数    | 人口    |
| ---------------- | --------- | ------- |
| 中山五月台一丁目 | 164世帯   | 337人   |
| 中山五月台二丁目 | 201世帯   | 434人   |
| 中山五月台三丁目 | 356世帯   | 770人   |
| 中山五月台四丁目 | 273世帯   | 632人   |
| 中山五月台五丁目 | 547世帯   | 979人   |
| 中山五月台六丁目 | 811世帯   | 1,547人 |
| 中山五月台七丁目 | 522世帯   | 1,048人 |
| 計               | 2,874世帯 | 5,747人 |

## 小・中学校の学区
市立小・中学校に通う場合、学区は以下の通りとなる。
| 番地               | 小学校               | 中学校                   |
| ------------------ | -------------------- | ------------------------ |
| 中山五月台1～7丁目 | 宝塚市立中山台小学校 | 宝塚市立中山五月台中学校 |

## 交通
中山五月台には鉄道はなく、バス（阪急バス）が走っている。